# Luciocephalinae
La sottofamiglia Luciocephalinae comprende un gruppo di pesci d'acqua dolce appartenenti alla famiglia Osphronemidae.

## Generi
- Ctenops
- Luciocephalus
- Parasphaerichthys
- Sphaerichthys
- Trichogaster
- Trichopodus